# IBM Studios
L'IBM Studios, chiamato precedentemente Unicredit Pavilion, è un padiglione polifunzionale situato nel quartiere Garibaldi-Porta Nuova a piazza Gae Aulenti a Milano.

## Descrizione

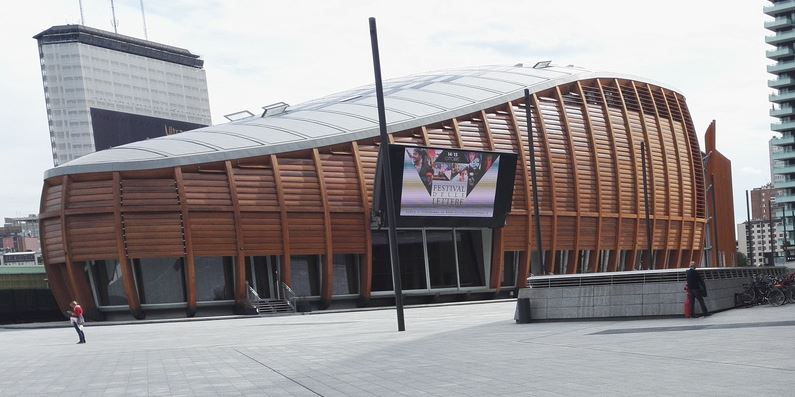

L'edificio è stato scelto per sostituire la parte ovest del soppresso Spazio Espositivo Grimshaw (il cosiddetto Armadillo); si tratta di uno spazio polifunzionale di proprietà di Coima Res. Concepito come un ideale seme posto al confine tra piazza Gae Aulenti e i Giardini di Porta Nuova è composto da un nucleo in calcestruzzo armato e uno scheletro di legno con nessun pilastro all'interno. La sua funzione è prevalentemente quella di luogo per conferenze, congressi, concerti, esposizioni, performance e seminari. La superficie dell'edificio misura circa 3 500 m² e l'altezza massima è di 22 metri.
Nata dal disegno dell'architetto Michele De Lucchi e costruita dalla Italiana Costruzioni, per la sua realizzazione ci sono voluti un anno, un mese e 10 giorni con costo di circa 22-23 milioni di euro; l'inaugurazione è avvenuta il 20 luglio 2015. Esso si compone di un edificio dalla pianta con tre piani: al primo un auditorium, al secondo un asilo nido e al terzo uno spazio per meeting ed eventi. Ciò che caratterizza l'edificio è la presenza di due maxischermi ai lati opposti dell'edificio che si aprono "ad ala" verso l'esterno lunghi 12 metri, che sono rivolti rispettivamente verso piazza Gae Aulenti e verso il parco limitrofo.
Nel maggio 2018 l'edificio è stato acquistato per 45 milioni di euro (di cui 15 milioni versati subito in fase di accettazione della proposta di acquisto e i restanti 30 milioni con mutuo concesso dalla stessa UniCredit) dalla Coima Res, la società di Manfredi Catella.
Quest'ultimo ha poi affittato, dall'agosto 2018, la struttura ad IBM Italia con un contratto dalla durata di nove anni. L'edificio è stato in seguito ribattezzato IBM Studios ed è stato inaugurato ufficialmente il 24 giugno 2019 durante l'evento Think Summit Milano.